# Nassau (Islas Cook)
Nassau es una de las isla perteneciente a las Islas Cook septentrionales. Está situada a 89 km al sudeste de Pukapuka, de quien depende administrativamente. Sus coordenadas son: 11° 13′ S 165° 25′ O.
La isla tiene una forma ovalada y es la única del grupo norte de las Cook que no tiene una laguna interior. La superficie total es de 1,3 km². Tiene grandes plantaciones de cocoteros y de taro que exportan a Pukapuka. La población total era de 72 habitantes en el censo del 2001. No dispone de aeropuerto.
El nombre tradicional era Te Motu-ngaongao que significa 'la isla desierta'. Fue descubierta en 1834 por el capitán estadounidense Elihu Coffin, en el ballenero Mary Mitchell. El año siguiente fue visitada por el ballenero estadounidense Nassau, y después por el Newport. Se ha conocido también con los nombres de Mitchell Island y Newport Island.
La isla fue explotada, hasta el 1945, por una compañía europea que plantó Cocoteros. El gobierno de las Cook adquirió la isla y en 1951, fue adquirida por los habitantes de Pukapuka.

## Historia
Nassau originalmente perteneció a los isleños de la cercana Pukapuka y se llamaba Te Nuku-o-Ngalewu que significa "Tierra de Ngalewu" por el pukapukano que se hizo cargo de ella. Cuando las dos islas se enemistaron, se renombró a "Isla Desierta" (Te Motu Ngaongao) supuestamente por unos isleños de Manihiki que llegaron a la deriva hasta la isla y la encontraron desierta.
En 1803, aun tuvo otro nombre: Isla Adele; por el barco del primer descubridor (Louis Coutance). Unos 20 años más tarde pasó a llamarse "Isla Lydra" por otro explorador, a continuación, "Isla Ranger" por el barco ballenero de Londres "Ranger". Un ballenero americano, May Mitchell, decidió en 1834 que debería llevar su nombre y lo llamó "La isla de Mitchell".
Pero no fue sino hasta un año después que finalmente recibió el nombre por la que se la conoce hasta la actualidad. Otro ballenero estadounidense, John D. Sampson la llamó como su buque, Nassau. No se sabe por qué ese nombre se quedó definitivamente, especialmente debido a que otro barco ballenero que avistó la isla el año siguiente trató de llamarla "New-Port Island". (Información verificada de la investigación académica en la Biblioteca de las Islas Cook y Museo)
- Datos: Q961641
- Multimedia: Nassau (Cook Islands) / Q961641